# 熱帶風暴錦雯 (1999年)
熱帶風暴錦雯（英語： Tropical Storm Cam；國際編號：9919；联合台风警报中心：25W）為1999年太平洋颱風季第25個被命名的風暴。

## 發展歷史
以下章節引用香港天文台資料為基礎，部份資料特別加以分析。
一熱帶低氣壓在9月24日於香港以南約410公里處形成，定名為錦雯。其對流旺盛，低層環流中心在對流下發展，結構良好。當時錦雯處於西風槽的南面，因此錦雯在南海北部
採取東北偏北路徑移動。受惠於西風槽槽前的良好的高空輻散，錦雯在當日下午增強為一熱帶風暴。它隨後變得移動緩慢並在9月25日增強為一強烈熱帶風暴。此時錦雯強度已達到顛峰，其中心風力增強至每小時90公里，這時錦雯發展出一風眼，而日本氣象廳則認為錦雯從來沒有達到強烈熱帶風暴強度。
9月25日，位於內陸的大陸性反氣旋東移出海，為華南沿岸地區帶來較涼的東北季候風。受強垂直風切變及乾涼氣流影響，錦雯於當晚減弱為熱帶風暴。大陸性反氣旋東移後和太平洋副熱帶高壓脊結合，高壓脊的偏東氣流進一步增強，錦雯於9月26日清晨開始向西北移動，趨向香港。
錦雯的西北路徑於9月26日持續。錦雯的對流持續減弱，但東北季候風令錦雯附近的氣壓梯度增大，令中心風力維持熱帶風暴強度。錦雯以西北途徑移動，時速約每小時25公里，在9月26日上午10時45分左右掠過西貢離島，並在西貢市中心一帶登陸。隨後它轉向西北偏西移動並橫越新界，途經沙田、林村、錦田、南生圍，並在中午時分於流浮山沙橋村一帶出海，進入后海灣。
隨著熱帶風暴錦雯橫過香港，結構受破壞，錦雯於下午進一步減弱為一熱帶低氣壓，並在掠過深圳蛇口和大鏟島後進入珠江口。錦雯在下午5時左右在珠海及中山一帶登陸並減弱為一低壓區，此後漸漸消散。

## 影響

### 香港
當地懸掛最高風球信號： 八號西北烈風或暴風信號 /  八號西南烈風或暴風信號
最接近當地時間：9月26日上午11時
最接近當地方位及距離：香港天文台總部之東北偏北約10公里（掠過香港境內）
隨著錦雯形成，天文台在9月24日上午9時40分懸掛一號戒備信號，當時錦雯位於香港以南約390公里。在錦雯及東北季候風的共同影響下，翌日本港轉吹和緩至清勁偏北風。由於錦雯增強為強烈熱帶風暴並繼續逼近香港，天文台在9月25日下午3時40分懸掛三號強風信號。
入夜後，錦雯減弱而且幾乎停留不動。錦雯在翌日採取西北路徑並繼續逼近，天文台預料本港風力進一步增強，天文台在9月26日上午5時20分懸掛八號西北烈風或暴風信號。錦雯是1999年第五個引致天文台懸掛八號或以上熱帶氣旋警告信號的熱帶氣旋，與1964年及2017年並列為二戰後發出八號信號次數最多的年份，更是20世紀最後一次的八號信號。
錦雯以西北途徑移動，時速約每小時25公里，在9月26日上午10時45分左右登陸西貢。隨後它轉向西北偏西移動並橫越新界，途經沙田、錦田及流浮山，然後在中午時分進入后海灣。
錦雯在9月26日約上午11時正最接近香港天文台總部，當時它位於天文台東北偏北約10公里處。隨著香港各區開始轉吹西南風，天文台在上午11時20分改掛八號西南烈風或暴風信號。因應錦雯移離香港並減弱為熱帶低氣壓，天文台在下午2時10分改掛三號強風信號。隨著錦雯的遠離，本地風勢繼續減弱，天文台在下午3時20分除下所有熱帶氣旋警告信號。在錦雯影響香港期間，各站錄得的最低瞬時海平面氣壓如下：
| 站             | 最低瞬時海平面氣壓 | 時間         | 日期/月份 |
| -------------- | ------------------ | ------------ | --------- |
| 香港天文台總部 | 1004.6百帕斯卡     | 上午10時39分 | 26/9      |
| 京士柏         | 1004.7百帕斯卡     | 上午10時25分 | 26/9      |
| 沙田           | 1003.2百帕斯卡     | 上午11時10分 | 26/9      |
| 流浮山         | 1005.3百帕斯卡     | 下午12時17分 | 26/9      |

受錦雯的影響，大帽山錄得最高每小時平均風速為79公里，最高陣風則達每小時121公里。橫瀾島錄得最高每小時平均風速為70公里，最高陣風則達每小時104公里。長洲錄得的最高每小時平均風速為54公里，最高陣風則達每小時90公里。當時維港吹強風，間中吹烈風，天星碼頭錄得最高每小時平均風速為54公里，最高陣風則達每小時79公里。
受錦雯的吹襲，海面非常大浪，一名男子在舶於昂船州的貨船上因船身搖晃不定而失足跌倒後死亡。本地約有23人受傷及10宗水浸的報告。共146人入住31個臨時庇護站。香港交通亦受影響，大部份渡輪及一些巴士服務暫停，約100班航機延誤或取消。

### 葡屬澳門
當地懸掛最高熱帶氣旋警告信號：  三號風球
錦雯最接近時減弱為熱帶低氣壓，在澳門以北60公里掠過，由於錦雯環流細小，主要影響香港，對澳門影響不大，因此澳門氣象台只需懸掛三號風球，毋需懸掛八號風球。氣象台錄得市內最低氣壓為996.3百帕斯卡（9月25日16時6分）、最高一小時平均風力34公里的清勁程度（9月26日9時，風向西北偏北）及最高陣風為63公里每小時（9月26日8時45分）。

## 熱帶氣旋信號使用記錄

### 香港
| 香港天文台 熱帶氣旋警告信號 | 香港天文台 熱帶氣旋警告信號 | 香港天文台 熱帶氣旋警告信號 |
| --------------------------- | --------------------------- | --------------------------- |
| 上一熱帶氣旋                | 一號戒備信號                | 下一熱帶氣旋                |
| 颱風約克                    | 一號戒備信號                | 颱風丹尼                    |
| 颱風約克                    | 三號強風信號                | 颱風丹尼                    |
| 颱風約克                    | 八號西北烈風或暴風信號      | 颱風尤特                    |
| 颱風約克                    | 八號西南烈風或暴風信號      | 颱風尤特                    |
| 颱風約克                    | 八號烈風或暴風信號          | 颱風尤特                    |

### 葡屬澳門
| 地球物理暨氣象台 熱帶氣旋信號 | 地球物理暨氣象台 熱帶氣旋信號 | 地球物理暨氣象台 熱帶氣旋信號 |
| ----------------------------- | ----------------------------- | ----------------------------- |
| 上一熱帶氣旋                  | 一號風球                      | 下一熱帶氣旋                  |
| 颱風約克                      | 一號風球                      | 颱風丹尼                      |
| 颱風約克                      | 三號風球                      | 颱風悟空                      |

## 外部連結
- （英文）http://www.usno.navy.mil/JTWC （页面存档备份，存于） 聯合颱風警報中心首頁
- （日語）http://www.jma.go.jp/jma/index.html （页面存档备份，存于） 日本氣象廳首頁
- （繁體中文）http://www.cwb.gov.tw （页面存档备份，存于） 中央氣象局首頁
- （英文）http://www.pagasa.dost.gov.ph/ （页面存档备份，存于） 菲律賓大氣地球物理和天文管理局首頁
- （繁體中文）http://www.hko.gov.hk （页面存档备份，存于） 香港天文台首頁
- （繁體中文）http://www.smg.gov.mo （页面存档备份，存于） 澳門地球物理暨氣象局首頁
- （繁體中文）http://www.hko.gov.hk/publica/tc/tc1999.pdf （页面存档备份，存于） 香港天文台1999年熱帶氣旋年報